# Nyakigoti
Nyakigoti är ett vattendrag i Burundi.   Det ligger i provinsen Ruyigi, i den centrala delen av landet, 100 km öster om huvudstaden Bujumbura.
Omgivningarna runt Nyakigoti är en mosaik av jordbruksmark och naturlig växtlighet. Runt Nyakigoti är det ganska tätbefolkat, med 172 invånare per kvadratkilometer.